# Lagnadiz
Lagnadiz (àrab لڭناديز) és una comuna rural de la província de Khouribga de la regió de Béni Mellal-Khénifra. Segons el cens de 2014 tenia una població total de 7.227 persones.